# Фільтр Баєра

Масив елементів фільтра Баєра

Фільтр Ба́єра (шаблон Баєра)  — масив кольорових (RGB) фільтрів у комірках матриці, якими накрито фотодіоди, використовувані у цифровій фотографії. Названий на честь його творця, доктора Брайса Баєра (англ. Bryce Bayer), співробітника компанії Kodak. Фільтр використовують у фотосенсорах цифрових фотоапаратів, відеокамер і сканерів для одержання кольорового зображення.
Масив фільтру складається з 25 % червоних елементів, 25 % синіх і 50 % зелених. Через це його часто називають GRGB чи RGBG.

## Принцип роботи

Принцип дії елементів масиву Баєра

Фотосенсор є пристроєм, що сприймає зображення. Оскільки напівпровідникові фотоприймачі приблизно однаково чутливі до усіх кольорів видимого спектра, для сприйняття кольорового зображення кожен фотоприймач накривається світлофільтром одного з первинних кольорів: червоного, зеленого, синього (колірна модель RGB).
У результаті використання фільтрів кожен фотоприймач сприймає яскравість лише одного колірного компоненту, інші два відсікаються фільтром. Для отримання цих колірних компонент використовуються значення із сусідніх комірок, які містять інформацію про потрібні колірні складові. Це називається демозаїкізацією і робиться за допомогою інтерполяції. Отже, для отримання повних даних про колір та яскравість кожного пікселя потрібний сигнал не менш ніж із трьох комірок фотосенсора.
Через утрату частини інформації у результаті роботи фільтра Баєра зображення розмивається. Для виправлення цього процесор фотоапарата штучно підвищує чіткість зображення (англ. sharpening). Додатково процесор може застосувати й інші операції: змінити контрастність, яскравість, придушувати цифровий шум тощо, залежно від моделі апарату. Одержання чіткіших зображень досягається насамперед збільшенням кількості пікселів сенсора. Оскільки обчислювальна потужність процесора фотоапарата обмежена, багато фотографів воліють робити ці операції вручну на персональному комп'ютері.
Багато моделей професійних і напівпрофесійних цифрових фотоапаратів дозволяють записувати зображення у так званому «сирому» форматі (RAW), де зображення записується як набір сигналів яскравості у кожному діоді, тобто у чорно-білому вигляді, без жодних кольорів, й у файл записуються дані, отримані прямо з матриці. Готове зображення генерують на комп'ютері, де можна вручну керувати параметрами перетворень.

## Зміни у структурі розташування
Для зниження помітності артефактів дебайєризації були розроблені модифіковані фільтри Байєра, що містять зміни, що «розбавляють» однорідну періодичну структуру неправильним розташуванням частини кольорових пікселів. Замість мінімального 4-піксельного елемента матриці повторюється 12- або 24-піксельний. Однак вони не знайшли масового застосування через значне зростання необхідної обчислювальної потужності для обробки отриманого зображення.

## Приклад застосування
Сфотографуємо вихідний об'єкт. При цьому виходять три колірні складові:

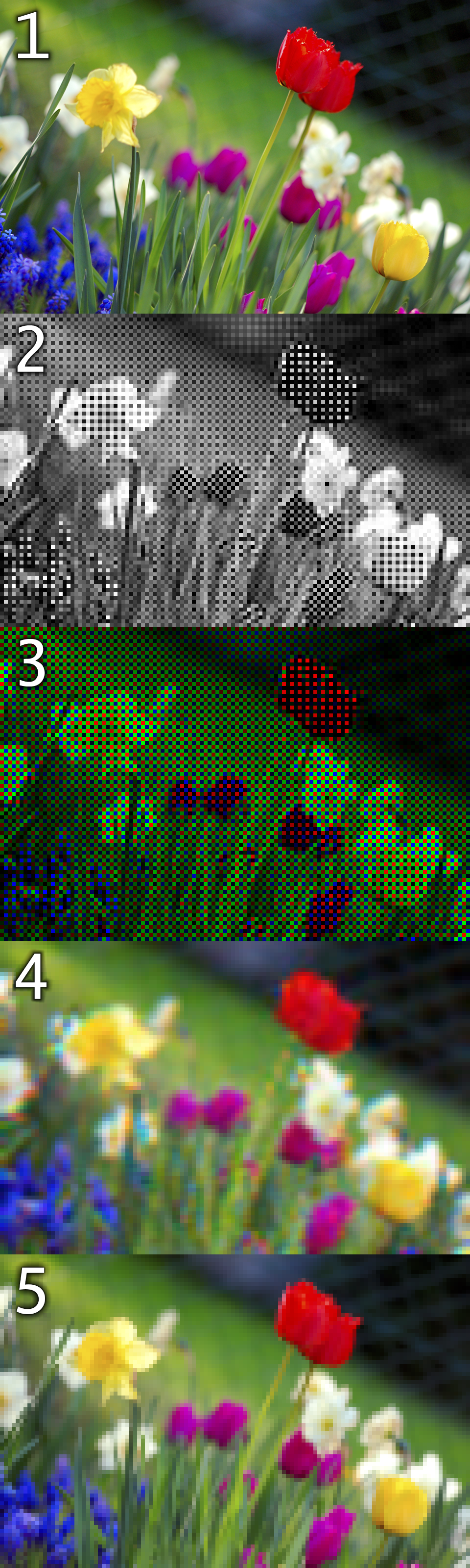
1. Оригінальна сцена.
2. Вихід датчика 120×80 пікселів з фільтром Байєра.
3. Вихідні дані позначено кольорами фільтра Байєра.
4. Відновлене зображення після інтерполяції відсутньої інформації про колір.
5. Повна версія RGB із роздільною здатністю 120 × 80 пікселів для порівняння (наприклад, як сканування плівки, може з’явитися зображення Foveon або піксельного зсуву).

Таким чином, ми отримали зображення, кожен піксель якого містить лише одну колірну складову однієї з предметних точок, спроектованих на нього об'єктивом. І лише 4 предметні точки, поруч розташованих і спроектованих об'єктивом на блок пікселів RGGB, наближено формують повний набір RGB 1-ї усередненої предметної точки. Далі процесор камери повинен, використовуючи спеціальні математичні методи інтерполяції, розрахувати для кожної точки колірні складові, що відсутні. В результаті виходить наступне зображення:
Як видно на картинці, це зображення вийшло більш розмитим, ніж вихідне. Такий ефект пов'язаний із втратою частини інформації внаслідок роботи фільтра Байєра. Для виправлення процесор камери повинен підвищити чіткість зображення. Процес штучного підвищення чіткості називається Sharpening. Додатково в цей момент процесор може застосувати й інші операції: змінити контрастність, яскравість, пригнічувати цифровий шум і т. д. в залежності від моделі апарата. Отримання чіткіших зображень в першу чергу досягається збільшенням кількості пікселів сенсора, що зменшує його розмитість. Оскільки обчислювальна потужність процесора фотоапарата обмежена, багато фотографів вважають за краще робити ці операції вручну на персональному комп'ютері. Що дешевше фотоапарат, то менше можливостей вплинути на ці функції. У професійних фотокамерах функції корекції зображення відсутні зовсім або їх можна вимкнути.
Сучасні моделі однооб'єктивних дзеркальних цифрових фотоапаратів (і деякі компактні фотокамери) дозволяють записувати зображення в т.з. «сиром» Raw-форматі, де зображення записується у вигляді сигналів яскравості в кожному діоді, тобто в чорно-білому вигляді, не несучи жодної колірної форми, і в файл записуються дані, отримані безпосередньо з матриці, які в процесі інтерполяції формують зображення в будь-якому вигляді на комп'ютері, що володіє набагато більшою обчислювальною потужністю і можливостями ручного керування параметрами перетворень, що знаходить застосування при вирішенні різних фотометричних задач.

## Аналоги
Фільтр Байєра та розташування світлосприймаючих елементів в одній площині ведуть своє походження від растрового способу кольорових фотографій.

## Програмні бібліотеки/утиліти відновлення вихідного зображення з мозаїки
- eLynx Image Processing SDK and Lab
- LibRAW
- Дебайєр на шейдерах GPU

## Див також
- Кольорова фотографія